# Cerekvice nad Loučnou zastávka
Cerekvice nad Loučnou zastávka – przystanek kolejowy w Cerekvice nad Loučnou, w kraju pardubickim, w Czechach. Znajduje się na wysokości 295 m n.p.m.
Na przystanku nie ma możliwości zakupu biletu, a obsługa podróżnych odbywa się w pociągu.

## Linie kolejowe
- 018 Choceň - Litomyšl